# Interlands Braziliaans voetbalelftal 2020-2029
Deze pagina toont een chronologisch en gedetailleerd overzicht van de interlands die het Braziliaans voetbalelftal speelt en heeft gespeeld in de periode 2020 – 2029.

## Interlands

### 2020
|                                                                            | |       |         |                                                                                    |
| 9 oktober WK 2022 kwalificatie № 1115 «onderlinge duels» 21:30 uur (UTC−3) | Brazilië | 5 – 0 | Bolivia | Neo Química Arena, São Paulo Toeschouwers: 0 Scheidsrechter: Leodán González (URU) |
| 9 oktober WK 2022 kwalificatie № 1115 «onderlinge duels» 21:30 uur (UTC−3) | Marquinhos 16' Roberto Firmino 30' Roberto Firmino 49' José María Carrasco 66' (e.d.) Philippe Coutinho 73' |       |         | Neo Química Arena, São Paulo Toeschouwers: 0 Scheidsrechter: Leodán González (URU) |

|                                                                             |                                    |       |                                                                  |                                                                             |
| 13 oktober WK 2022 kwalificatie № 1116 «onderlinge duels» 19:00 uur (UTC−5) | Peru                               | 2 – 4 | Brazilië                                                         | Estadio Nacional, Lima Toeschouwers: 0 Scheidsrechter: Julio Bascuñán (CHI) |
| 13 oktober WK 2022 kwalificatie № 1116 «onderlinge duels» 19:00 uur (UTC−5) | André Carrillo 5' Renato Tapia 59' |       | 28' (pen.) Neymar 64' Richarlison 83' (pen.) Neymar 90+4' Neymar | Estadio Nacional, Lima Toeschouwers: 0 Scheidsrechter: Julio Bascuñán (CHI) |

|                                                                              |                     |       |           |                                                                                          |
| 13 november WK 2022 kwalificatie № 1117 «onderlinge duels» 21:30 uur (UTC−3) | Brazilië            | 1 – 0 | Venezuela | Estádio do Morumbi, São Paulo Toeschouwers: 0 Scheidsrechter: Juan Gabriel Benítez (PAR) |
| 13 november WK 2022 kwalificatie № 1117 «onderlinge duels» 21:30 uur (UTC−3) | Roberto Firmino 66' |       |           | Estádio do Morumbi, São Paulo Toeschouwers: 0 Scheidsrechter: Juan Gabriel Benítez (PAR) |

|                                                                              |         |                            |          |                                                                                    |
| 17 november WK 2022 kwalificatie № 1118 «onderlinge duels» 20:00 uur (UTC−3) | Uruguay | 0 – 2                      | Brazilië | Estadio Centenario, Montevideo Toeschouwers: 0 Scheidsrechter: Roberto Tobar (CHI) |
| 17 november WK 2022 kwalificatie № 1118 «onderlinge duels» 20:00 uur (UTC−3) |         | 33' Arthur 45' Richarlison |          | Estadio Centenario, Montevideo Toeschouwers: 0 Scheidsrechter: Roberto Tobar (CHI) |

### 2021
|                                                                         |                                     |       |         |                                                                                      |
| 4 juni WK 2022 kwalificatie № 1119 «onderlinge duels» 21:30 uur (UTC−3) | Brazilië                            | 2 – 0 | Ecuador | Estádio Beira-Rio, Porto Alegre Toeschouwers: 0 Scheidsrechter: Alexis Herrera (VEN) |
| 4 juni WK 2022 kwalificatie № 1119 «onderlinge duels» 21:30 uur (UTC−3) | Richarlison 65' Neymar 90+4' (pen.) |       |         | Estádio Beira-Rio, Porto Alegre Toeschouwers: 0 Scheidsrechter: Alexis Herrera (VEN) |

|                                                                         |          |                               |          |                                                                                               |
| 8 juni WK 2022 kwalificatie № 1120 «onderlinge duels» 20:30 uur (UTC−4) | Paraguay | 0 – 2                         | Brazilië | Estadio Defensores del Chaco, Asuncion Toeschouwers: 0 Scheidsrechter: Patricio Loustau (ARG) |
| 8 juni WK 2022 kwalificatie № 1120 «onderlinge duels» 20:30 uur (UTC−4) |          | 4' Neymar 90+3' Lucas Paquetá |          | Estadio Defensores del Chaco, Asuncion Toeschouwers: 0 Scheidsrechter: Patricio Loustau (ARG) |

| Copa América 2021 |
| ----------------- |

|                                                                               |                                                      |       |           |                                                                                               |
| 13 juni Copa América 2021 Groep B № 1121 «onderlinge duels» 18:00 uur (UTC−3) | Brazilië                                             | 3 – 0 | Venezuela | Estádio Nacional de Brasília, Brasilia Toeschouwers: 0 Scheidsrechter: Esteban Ostojich (URU) |
| 13 juni Copa América 2021 Groep B № 1121 «onderlinge duels» 18:00 uur (UTC−3) | Marquinhos 23' Neymar 64' (pen.) Gabriel Barbosa 89' |       |           | Estádio Nacional de Brasília, Brasilia Toeschouwers: 0 Scheidsrechter: Esteban Ostojich (URU) |

|                                                                               |                                                                  |       |      | |
| 17 juni Copa América 2021 Groep B № 1122 «onderlinge duels» 21:00 uur (UTC−3) | Brazilië                                                         | 4 – 0 | Peru | Olympisch Stadion Nilton Santos, Rio de Janeiro Toeschouwers: 0 Scheidsrechter: Patricio Loustau (ARG) |
| 17 juni Copa América 2021 Groep B № 1122 «onderlinge duels» 21:00 uur (UTC−3) | Alex Sandro 12' Neymar 68' Everton Ribeiro 89' Richarlison 90+3' |       |      | Olympisch Stadion Nilton Santos, Rio de Janeiro Toeschouwers: 0 Scheidsrechter: Patricio Loustau (ARG) |

|                                                                               |                                     |       |               | |
| 23 juni Copa América 2021 Groep B № 1123 «onderlinge duels» 21:00 uur (UTC−3) | Brazilië                            | 2 – 1 | Colombia      | Olympisch Stadion Nilton Santos, Rio de Janeiro Toeschouwers: 0 Scheidsrechter: Néstor Pitana (ARG) |
| 23 juni Copa América 2021 Groep B № 1123 «onderlinge duels» 21:00 uur (UTC−3) | Roberto Firmino 78' Casemiro 90+10' |       | 10' Luis Díaz | Olympisch Stadion Nilton Santos, Rio de Janeiro Toeschouwers: 0 Scheidsrechter: Néstor Pitana (ARG) |

|                                                                               |                  |       |                |                                                                                              |
| 27 juni Copa América 2021 Groep B № 1124 «onderlinge duels» 18:00 uur (UTC−3) | Brazilië         | 1 – 1 | Ecuador        | Estádio Olímpico Pedro Ludovico, Goiânia Toeschouwers: 0 Scheidsrechter: Roberto Tobar (CHI) |
| 27 juni Copa América 2021 Groep B № 1124 «onderlinge duels» 18:00 uur (UTC−3) | Éder Militão 37' |       | 53' Ángel Mena | Estádio Olímpico Pedro Ludovico, Goiânia Toeschouwers: 0 Scheidsrechter: Roberto Tobar (CHI) |

|                                                                                  |                   |       |       | |
| 2 juli Copa América 2021 Kwartfinale № 1125 «onderlinge duels» 21:00 uur (UTC−3) | Brazilië          | 1 – 0 | Chili | Olympisch Stadion Nilton Santos, Rio de Janeiro Toeschouwers: 0 Scheidsrechter: Patricio Loustau (ARG) |
| 2 juli Copa América 2021 Kwartfinale № 1125 «onderlinge duels» 21:00 uur (UTC−3) | Lucas Paquetá 46' |       |       | Olympisch Stadion Nilton Santos, Rio de Janeiro Toeschouwers: 0 Scheidsrechter: Patricio Loustau (ARG) |

|                                                                                   |                   |       |      | |
| 5 juli Copa América 2021 Halve finale № 1126 «onderlinge duels» 20:00 uur (UTC−3) | Brazilië          | 1 – 0 | Peru | Olympisch Stadion Nilton Santos, Rio de Janeiro Toeschouwers: 0 Scheidsrechter: Roberto Tobar (CHI) |
| 5 juli Copa América 2021 Halve finale № 1126 «onderlinge duels» 20:00 uur (UTC−3) | Lucas Paquetá 35' |       |      | Olympisch Stadion Nilton Santos, Rio de Janeiro Toeschouwers: 0 Scheidsrechter: Roberto Tobar (CHI) |

|                                                                              |                    |       |          |                                                                                     |
| 10 juli Copa América 2021 Finale № 1127 «onderlinge duels» 21:00 uur (UTC−3) | Argentinië         | 1 – 0 | Brazilië | Maracanã, Rio de Janeiro Toeschouwers: 7.800 Scheidsrechter: Esteban Ostojich (URU) |
| 10 juli Copa América 2021 Finale № 1127 «onderlinge duels» 21:00 uur (UTC−3) | Ángel Di María 22' |       |          | Maracanã, Rio de Janeiro Toeschouwers: 7.800 Scheidsrechter: Esteban Ostojich (URU) |

|  |  |  |  |  |  |  |  |  |

|                                                                              |       |                     |          |                                                                                                   |
| 2 september WK 2022 kwalificatie № 1128 «onderlinge duels» 21:00 uur (UTC−4) | Chili | 0 – 1               | Brazilië | Estadio Monumental David Arellano, Santiago Toeschouwers: 11.000 Scheidsrechter: Diego Haro (PER) |
| 2 september WK 2022 kwalificatie № 1128 «onderlinge duels» 21:00 uur (UTC−4) |       | 64' Everton Ribeiro |          | Estadio Monumental David Arellano, Santiago Toeschouwers: 11.000 Scheidsrechter: Diego Haro (PER) |

|                                                                           |          |          |            |                                                                                     |
| 5 september WK 2022 kwalificatie № - «onderlinge duels» 16:00 uur (UTC−3) | Brazilië | Gestaakt | Argentinië | Neo Química Arena, São Paulo Toeschouwers: 0 Scheidsrechter: Jesús Valenzuela (VEN) |
| 5 september WK 2022 kwalificatie № - «onderlinge duels» 16:00 uur (UTC−3) |          |          |            | Neo Química Arena, São Paulo Toeschouwers: 0 Scheidsrechter: Jesús Valenzuela (VEN) |

|                                                                              |                                |       |      |                                                                                               |
| 9 september WK 2022 kwalificatie № 1129 «onderlinge duels» 21:30 uur (UTC−3) | Brazilië                       | 2 – 0 | Peru | Arena de Pernambuco, São Lourenço da Mata Toeschouwers: 0 Scheidsrechter: Wilmar Roldán (COL) |
| 9 september WK 2022 kwalificatie № 1129 «onderlinge duels» 21:30 uur (UTC−3) | Everton Ribeiro 15' Neymar 40' |       |      | Arena de Pernambuco, São Lourenço da Mata Toeschouwers: 0 Scheidsrechter: Wilmar Roldán (COL) |

|                                                                            |                  |       |                                                        |                                                                                            |
| 7 oktober WK 2022 kwalificatie № 1130 «onderlinge duels» 19:30 uur (UTC−4) | Venezuela        | 1 – 3 | Brazilië                                               | Estadio Olímpico de la UCV, Caracas Toeschouwers: 6.000 Scheidsrechter: Kevin Ortega (PER) |
| 7 oktober WK 2022 kwalificatie № 1130 «onderlinge duels» 19:30 uur (UTC−4) | Eric Ramírez 11' |       | 71' Marquinhos 85' (pen.) Gabriel Barbosa 90+5' Antony | Estadio Olímpico de la UCV, Caracas Toeschouwers: 6.000 Scheidsrechter: Kevin Ortega (PER) |

|                                                                             |          |       |          | |
| 10 oktober WK 2022 kwalificatie № 1131 «onderlinge duels» 16:00 uur (UTC−5) | Colombia | 0 – 0 | Brazilië | Estadio Metropolitano Roberto Meléndez, Barranquilla Toeschouwers: 35.000 Scheidsrechter: Patricio Loustau (ARG) |
| 10 oktober WK 2022 kwalificatie № 1131 «onderlinge duels» 16:00 uur (UTC−5) |          |       |          | Estadio Metropolitano Roberto Meléndez, Barranquilla Toeschouwers: 35.000 Scheidsrechter: Patricio Loustau (ARG) |

|                                                                             |                                                          |       |                 |                                                                                      |
| 14 oktober WK 2022 kwalificatie № 1132 «onderlinge duels» 20:30 uur (UTC−4) | Brazilië                                                 | 4 – 1 | Uruguay         | Arena Amazônia, Manaus Toeschouwers: 12.500 Scheidsrechter: Fernando Rapallini (ARG) |
| 14 oktober WK 2022 kwalificatie № 1132 «onderlinge duels» 20:30 uur (UTC−4) | Neymar 10' Raphinha 18' Raphinha 58' Gabriel Barbosa 83' |       | 77' Luis Suárez | Arena Amazônia, Manaus Toeschouwers: 12.500 Scheidsrechter: Fernando Rapallini (ARG) |

|                                                                              |                   |       |          |                                                                                       |
| 11 november WK 2022 kwalificatie № 1133 «onderlinge duels» 21:30 uur (UTC−3) | Brazilië          | 1 – 0 | Colombia | Neo Química Arena, São Paulo Toeschouwers: 22.800 Scheidsrechter: Roberto Tobar (CHI) |
| 11 november WK 2022 kwalificatie № 1133 «onderlinge duels» 21:30 uur (UTC−3) | Lucas Paquetá 72' |       |          | Neo Química Arena, São Paulo Toeschouwers: 22.800 Scheidsrechter: Roberto Tobar (CHI) |

|                                                                              |            |       |          |                                                                                            |
| 16 november WK 2022 kwalificatie № 1134 «onderlinge duels» 20:30 uur (UTC−3) | Argentinië | 0 – 0 | Brazilië | Estadio del Bicentenario, San Juan Toeschouwers: 25.000 Scheidsrechter: Andrés Cunha (URU) |
| 16 november WK 2022 kwalificatie № 1134 «onderlinge duels» 20:30 uur (UTC−3) |            |       |          | Estadio del Bicentenario, San Juan Toeschouwers: 25.000 Scheidsrechter: Andrés Cunha (URU) |

### 2022
|                                                                             |                  |       |             |                                                                                             |
| 27 januari WK 2022 kwalificatie № 1135 «onderlinge duels» 16:00 uur (UTC−5) | Ecuador          | 1 – 1 | Brazilië    | Estadio Rodrigo Paz Delgado, Quito Toeschouwers: 17.992 Scheidsrechter: Wilmar Roldán (COL) |
| 27 januari WK 2022 kwalificatie № 1135 «onderlinge duels» 16:00 uur (UTC−5) | Félix Torres 75' |       | 6' Casemiro | Estadio Rodrigo Paz Delgado, Quito Toeschouwers: 17.992 Scheidsrechter: Wilmar Roldán (COL) |

|                                                                             |                                                           |       |          |                                                                                   |
| 1 februari WK 2022 kwalificatie № 1136 «onderlinge duels» 21:30 uur (UTC−3) | Brazilië                                                  | 4 – 0 | Paraguay | Mineirão, Belo Horizonte Toeschouwers: 32.344 Scheidsrechter: Facundo Tello (ARG) |
| 1 februari WK 2022 kwalificatie № 1136 «onderlinge duels» 21:30 uur (UTC−3) | Raphinha 28' Philippe Coutinho 62' Antony 86' Rodrygo 88' |       |          | Mineirão, Belo Horizonte Toeschouwers: 32.344 Scheidsrechter: Facundo Tello (ARG) |

|                                                                           |                                                                                        |       |       |                                                                                   |
| 24 maart WK 2022 kwalificatie № 1137 «onderlinge duels» 20:30 uur (UTC−3) | Brazilië                                                                               | 4 – 0 | Chili | Maracanã, Rio de Janeiro Toeschouwers: 69.368 Scheidsrechter: Darío Herrera (ARG) |
| 24 maart WK 2022 kwalificatie № 1137 «onderlinge duels» 20:30 uur (UTC−3) | Neymar 44' (pen.) Vinícius Júnior 45+1' Philippe Coutinho 72' (pen.) Richarlison 90+1' |       |       | Maracanã, Rio de Janeiro Toeschouwers: 69.368 Scheidsrechter: Darío Herrera (ARG) |

|                                                                           |         |                                                                         |          |                                                                  |
| 29 maart WK 2022 kwalificatie № 1138 «onderlinge duels» 19:30 uur (UTC−4) | Bolivia | 0 – 4                                                                   | Brazilië | Estadio Hernando Siles, La Paz Scheidsrechter: Eber Aquino (PAR) |
| 29 maart WK 2022 kwalificatie № 1138 «onderlinge duels» 19:30 uur (UTC−4) |         | 24' Lucas Paquetá 45' Richarlison 66' Bruno Guimarães 90+1' Richarlison |          | Estadio Hernando Siles, La Paz Scheidsrechter: Eber Aquino (PAR) |

|                                                                      |                 |       |                                                                                              |                                                                                     |
| 3 juni Vriendschappelijk № 1139 «onderlinge duels» 20:00 uur (UTC+9) | Zuid-Korea      | 1 – 5 | Brazilië                                                                                     | Seoul World Cupstadion, Seoel Toeschouwers: 64.873 Scheidsrechter: Ryuji Sato (JPN) |
| 3 juni Vriendschappelijk № 1139 «onderlinge duels» 20:00 uur (UTC+9) | Hwang Ui-jo 31' |       | 7' Richarlison 42' (pen.) Neymar 57' (pen.) Neymar 80' Philippe Coutinho 90+3' Gabriel Jesus | Seoul World Cupstadion, Seoel Toeschouwers: 64.873 Scheidsrechter: Ryuji Sato (JPN) |

|                                                                      |       |                   |          | |
| 6 juni Vriendschappelijk № 1140 «onderlinge duels» 19:20 uur (UTC+9) | Japan | 0 – 1             | Brazilië | Nationaal Stadion, Tokio Toeschouwers: 63.638 Scheidsrechter: Alireza Faghani (IRN) Video-assistent: Kurt Ams (AUS) |
| 6 juni Vriendschappelijk № 1140 «onderlinge duels» 19:20 uur (UTC+9) |       | 77' (pen.) Neymar |          | Nationaal Stadion, Tokio Toeschouwers: 63.638 Scheidsrechter: Alireza Faghani (IRN) Video-assistent: Kurt Ams (AUS) |

|                                                                            |                                               |       |       |                                                                                 |
| 23 september Vriendschappelijk № 1141 «onderlinge duels» 20:30 uur (UTC+2) | Brazilië                                      | 3 – 0 | Ghana | Stade Océane, Le Havre Toeschouwers: 24.114 Scheidsrechter: Mikael Lesage (FRA) |
| 23 september Vriendschappelijk № 1141 «onderlinge duels» 20:30 uur (UTC+2) | Marquinhos 9' Richarlison 28' Richarlison 40' |       |       | Stade Océane, Le Havre Toeschouwers: 24.114 Scheidsrechter: Mikael Lesage (FRA) |

|                                                                            |                                                                       |       |                     | |
| 27 september Vriendschappelijk № 1142 «onderlinge duels» 20:30 uur (UTC+2) | Brazilië                                                              | 5 – 1 | Tunesië             | Parc des Princes, Parijs Toeschouwers: 48.000 Scheidsrechter: Ruddy Buquet (FRA) Video-assistent: Eric Wattellier (FRA) |
| 27 september Vriendschappelijk № 1142 «onderlinge duels» 20:30 uur (UTC+2) | Raphinha 11' Richarlison 19' Neymar 29' (pen.) Raphinha 40' Pedro 74' |       | 18' Montassar Talbi | Parc des Princes, Parijs Toeschouwers: 48.000 Scheidsrechter: Ruddy Buquet (FRA) Video-assistent: Eric Wattellier (FRA) |

| Wereldkampioenschap voetbal 2022 |
| -------------------------------- |

|                                                                         |                                 |         |        | |
| 24 november WK 2022 Groep G № 1143 «onderlinge duels» 22:00 uur (UTC+3) | Brazilië                        | 2 – 0   | Servië | Lusailstadion, Lusail Toeschouwers: 88.103 Scheidsrechter: Alireza Faghani (IRN) Video-assistent: Abdulla Al-Marri (QAT) |
| 24 november WK 2022 Groep G № 1143 «onderlinge duels» 22:00 uur (UTC+3) | Richarlison 62' Richarlison 73' | Verslag |        | Lusailstadion, Lusail Toeschouwers: 88.103 Scheidsrechter: Alireza Faghani (IRN) Video-assistent: Abdulla Al-Marri (QAT) |

|                                                                         |              |         |             | |
| 28 november WK 2022 Groep G № 1144 «onderlinge duels» 19:00 uur (UTC+3) | Brazilië     | 1 – 0   | Zwitserland | Stadion 974, Doha Toeschouwers: 43.649 Scheidsrechter: Iván Barton (SLV) Video-assistent: Drew Fischer (CAN) |
| 28 november WK 2022 Groep G № 1144 «onderlinge duels» 19:00 uur (UTC+3) | Casemiro 83' | Verslag |             | Stadion 974, Doha Toeschouwers: 43.649 Scheidsrechter: Iván Barton (SLV) Video-assistent: Drew Fischer (CAN) |

|                                                                        |                         |         |          | |
| 2 december WK 2022 Groep G № 1145 «onderlinge duels» 22:00 uur (UTC+3) | Kameroen                | 1 – 0   | Brazilië | Lusailstadion, Lusail Toeschouwers: 85.986 Scheidsrechter: Ismail Elfath (USA) Video-assistent: Alejandro Hernández (ESP) |
| 2 december WK 2022 Groep G № 1145 «onderlinge duels» 22:00 uur (UTC+3) | Vincent Aboubakar 90+2' | Verslag |          | Lusailstadion, Lusail Toeschouwers: 85.986 Scheidsrechter: Ismail Elfath (USA) Video-assistent: Alejandro Hernández (ESP) |

|                                                                               |                                                                        |         |                   | |
| 5 december WK 2022 Achtste finale № 1146 «onderlinge duels» 22:00 uur (UTC+3) | Brazilië                                                               | 4 – 1   | Zuid-Korea        | Stadion 974, Doha Toeschouwers: 43.847 Scheidsrechter: Clément Turpin (FRA) Video-assistent: Jérôme Brisard (FRA) |
| 5 december WK 2022 Achtste finale № 1146 «onderlinge duels» 22:00 uur (UTC+3) | Vinícius Júnior 7' Neymar 13' (pen.) Richarlison 29' Lucas Paquetá 36' | Verslag | 76' Paik Seung-ho | Stadion 974, Doha Toeschouwers: 43.847 Scheidsrechter: Clément Turpin (FRA) Video-assistent: Jérôme Brisard (FRA) |

|                                                                            |                                                    |              |                                   | |
| 9 december WK 2022 Kwartfinale № 1147 «onderlinge duels» 18:00 uur (UTC+3) | Kroatië                                            | 1 – 1 (n.v.) | Brazilië                          | Education Citystadion, Ar Rayyan Toeschouwers: 43.893 Scheidsrechter: Michael Oliver (ENG) Video-assistent: Pol van Boekel (NED) |
| 9 december WK 2022 Kwartfinale № 1147 «onderlinge duels» 18:00 uur (UTC+3) | Bruno Petković 117'                                | Verslag      | 105+1' Neymar                     | Education Citystadion, Ar Rayyan Toeschouwers: 43.893 Scheidsrechter: Michael Oliver (ENG) Video-assistent: Pol van Boekel (NED) |
| 9 december WK 2022 Kwartfinale № 1147 «onderlinge duels» 18:00 uur (UTC+3) | Strafschoppen                                      |              |                                   | Education Citystadion, Ar Rayyan Toeschouwers: 43.893 Scheidsrechter: Michael Oliver (ENG) Video-assistent: Pol van Boekel (NED) |
| 9 december WK 2022 Kwartfinale № 1147 «onderlinge duels» 18:00 uur (UTC+3) | Nikola Vlašić Lovro Majer Luka Modrić Mislav Oršić | 4 – 2        | Rodrygo Casemiro Pedro Marquinhos | Education Citystadion, Ar Rayyan Toeschouwers: 43.893 Scheidsrechter: Michael Oliver (ENG) Video-assistent: Pol van Boekel (NED) |

|  |  |  |  |  |  |  |  |  |

### 2023
|                                                                      |                                          |       |              | |
| 25 maart Vriendschappelijk № 1148 «onderlinge duels» 21:00 uur (UTC) | Marokko                                  | 2 – 1 | Brazilië     | Stade Ibn Batouta, Tanger Toeschouwers: 65.000 Scheidsrechter: Sadok Selmi (TUN) Video-assistent: Haythem Guirat (TUN) |
| 25 maart Vriendschappelijk № 1148 «onderlinge duels» 21:00 uur (UTC) | Sofiane Boufal 29' Abdelhamid Sabiri 79' |       | 67' Casemiro | Stade Ibn Batouta, Tanger Toeschouwers: 65.000 Scheidsrechter: Sadok Selmi (TUN) Video-assistent: Haythem Guirat (TUN) |

|                                                                       |                                                                       |       |                     | |
| 17 juni Vriendschappelijk № 1149 «onderlinge duels» 21:30 uur (UTC+2) | Brazilië                                                              | 4 – 1 | Guinee              | RCDE Stadium, Cornellà de Llobregat Toeschouwers: 20.000 Scheidsrechter: Andris Treimanis (LVA) Video-assistent: Víctor García Verdura (ESP) |
| 17 juni Vriendschappelijk № 1149 «onderlinge duels» 21:30 uur (UTC+2) | Joelinton 27' Rodrygo 30' Éder Militão 47' Vinícius Júnior 88' (pen.) |       | 36' Serhou Guirassy | RCDE Stadium, Cornellà de Llobregat Toeschouwers: 20.000 Scheidsrechter: Andris Treimanis (LVA) Video-assistent: Víctor García Verdura (ESP) |

|                                                                       |                                  |       |                                                                               | |
| 20 juni Vriendschappelijk № 1150 «onderlinge duels» 20:00 uur (UTC+1) | Brazilië                         | 2 – 4 | Senegal                                                                       | Estádio José Alvalade, Lissabon Toeschouwers: 35.000 Scheidsrechter: Gustavo Correia (POR) Video-assistent: Hugo Miguel (POR) |
| 20 juni Vriendschappelijk № 1150 «onderlinge duels» 20:00 uur (UTC+1) | Lucas Paquetá 11' Marquinhos 58' |       | 22' Habib Diallo 52' (e.d.) Marquinhos 55' Sadio Mané 90+7' (pen.) Sadio Mané | Estádio José Alvalade, Lissabon Toeschouwers: 35.000 Scheidsrechter: Gustavo Correia (POR) Video-assistent: Hugo Miguel (POR) |

|                                                                              |                                                              |       |                   |                                                                                   |
| 8 september WK 2026 kwalificatie № 1151 «onderlinge duels» 21:45 uur (UTC−3) | Brazilië                                                     | 5 – 1 | Bolivia           | Mangueirão, Belém Toeschouwers: 48.183 Scheidsrechter: Juan Gabriel Benítez (PAR) |
| 8 september WK 2026 kwalificatie № 1151 «onderlinge duels» 21:45 uur (UTC−3) | Rodrygo 24' Raphinha 47' Rodrygo 53' Neymar 61' Neymar 90+3' |       | 78' Víctor Ábrego | Mangueirão, Belém Toeschouwers: 48.183 Scheidsrechter: Juan Gabriel Benítez (PAR) |

|                                                                               |      |                |          |                                                                                      |
| 12 september WK 2026 kwalificatie № 1152 «onderlinge duels» 21:00 uur (UTC−5) | Peru | 0 – 1          | Brazilië | Estadio Nacional, Lima Toeschouwers: 56.328 Scheidsrechter: Fernando Rapallini (ARG) |
| 12 september WK 2026 kwalificatie № 1152 «onderlinge duels» 21:00 uur (UTC−5) |      | 90' Marquinhos |          | Estadio Nacional, Lima Toeschouwers: 56.328 Scheidsrechter: Fernando Rapallini (ARG) |

|                                                                             |             |       |                  |                                                                                |
| 12 oktober WK 2026 kwalificatie № 1153 «onderlinge duels» 20:30 uur (UTC−4) | Brazilië    | 1 – 1 | Venezuela        | Arena Pantanal, Cuiabá Toeschouwers: 39.018 Scheidsrechter: Kevin Ortega (PER) |
| 12 oktober WK 2026 kwalificatie № 1153 «onderlinge duels» 20:30 uur (UTC−4) | Gabriel 50' |       | 85' Eduard Bello | Arena Pantanal, Cuiabá Toeschouwers: 39.018 Scheidsrechter: Kevin Ortega (PER) |

|                                                                             |                                         |       |          |                                                                                          |
| 17 oktober WK 2026 kwalificatie № 1154 «onderlinge duels» 21:00 uur (UTC−3) | Uruguay                                 | 2 – 0 | Brazilië | Estadio Centenario, Montevideo Toeschouwers: 52.477 Scheidsrechter: Alexis Herrera (VEN) |
| 17 oktober WK 2026 kwalificatie № 1154 «onderlinge duels» 21:00 uur (UTC−3) | Darwin Núñez 42' Nicolás de la Cruz 77' |       |          | Estadio Centenario, Montevideo Toeschouwers: 52.477 Scheidsrechter: Alexis Herrera (VEN) |

|                                                                              |                             |       |                       | |
| 16 november WK 2026 kwalificatie № 1155 «onderlinge duels» 19:00 uur (UTC−5) | Colombia                    | 2 – 1 | Brazilië              | Estadio Metropolitano Roberto Meléndez, Barranquilla Toeschouwers: 44.604 Scheidsrechter: Andrés Matonte (URU) |
| 16 november WK 2026 kwalificatie № 1155 «onderlinge duels» 19:00 uur (UTC−5) | Luis Díaz 75' Luis Díaz 79' |       | 4' Gabriel Martinelli | Estadio Metropolitano Roberto Meléndez, Barranquilla Toeschouwers: 44.604 Scheidsrechter: Andrés Matonte (URU) |

|                                                                              |          |                      |            |                                                                                |
| 21 november WK 2026 kwalificatie № 1156 «onderlinge duels» 21:30 uur (UTC−3) | Brazilië | 0 – 1                | Argentinië | Maracanã, Rio de Janeiro Toeschouwers: 68.138 Scheidsrechter: Piero Maza (CHI) |
| 21 november WK 2026 kwalificatie № 1156 «onderlinge duels» 21:30 uur (UTC−3) |          | 63' Nicolás Otamendi |            | Maracanã, Rio de Janeiro Toeschouwers: 68.138 Scheidsrechter: Piero Maza (CHI) |

### 2024
|                                                                      |          |             |          | |
| 23 maart Vriendschappelijk № 1157 «onderlinge duels» 19:00 uur (UTC) | Engeland | 0 – 1       | Brazilië | Wembley Stadium, Londen Toeschouwers: 83.674 Scheidsrechter: Artur Soares Dias (POR) Video-assistent: Tiago Martins (POR) |
| 23 maart Vriendschappelijk № 1157 «onderlinge duels» 19:00 uur (UTC) |          | 80' Endrick |          | Wembley Stadium, Londen Toeschouwers: 83.674 Scheidsrechter: Artur Soares Dias (POR) Video-assistent: Tiago Martins (POR) |

|                                                                        |                                                 |       |                                                    |                                                                                            |
| 26 maart Vriendschappelijk № 1158 «onderlinge duels» 21:30 uur (UTC+1) | Spanje                                          | 3 – 3 | Brazilië                                           | Estadio Santiago Bernabéu, Madrid Toeschouwers: 71.465 Scheidsrechter: António Nobre (POR) |
| 26 maart Vriendschappelijk № 1158 «onderlinge duels» 21:30 uur (UTC+1) | Rodri 12' (pen.) Dani Olmo 36' Rodri 87' (pen.) |       | 40' Rodrygo 50' Endrick 90+6' (pen.) Lucas Paquetá | Estadio Santiago Bernabéu, Madrid Toeschouwers: 71.465 Scheidsrechter: António Nobre (POR) |

|                                                                      |                                               |       |                                                         |                                                                                      |
| 8 juni Vriendschappelijk № 1159 «onderlinge duels» 20:00 uur (UTC−5) | Mexico                                        | 2 – 3 | Brazilië                                                | Kyle Field, College Station Toeschouwers: 85.249 Scheidsrechter: Lukasz Szpala (USA) |
| 8 juni Vriendschappelijk № 1159 «onderlinge duels» 20:00 uur (UTC−5) | Yan Couto 73' (e.d.) Guillermo Martínez 90+2' |       | 5' Andreas Pereira 54' Gabriel Martinelli 90+6' Endrick | Kyle Field, College Station Toeschouwers: 85.249 Scheidsrechter: Lukasz Szpala (USA) |

|                                                                       |                       |       |             |                                                                                         |
| 12 juni Vriendschappelijk № 1160 «onderlinge duels» 19:00 uur (UTC−4) | Verenigde Staten      | 1 – 1 | Brazilië    | Camping World Stadium, Orlando Toeschouwers: 60.016 Scheidsrechter: Said Martínez (HON) |
| 12 juni Vriendschappelijk № 1160 «onderlinge duels» 19:00 uur (UTC−4) | Christian Pulisic 26' |       | 17' Rodrygo | Camping World Stadium, Orlando Toeschouwers: 60.016 Scheidsrechter: Said Martínez (HON) |

| Copa América 2024 |
| ----------------- |

|                                                                          |          |       |            |                                                                                       |
| 24 juni Copa América Groep D № 1161 «onderlinge duels» 18:00 uur (UTC−7) | Brazilië | 0 – 0 | Costa Rica | SoFi Stadium, Inglewood Toeschouwers: 67.158 Scheidsrechter: César Arturo Ramos (MEX) |
| 24 juni Copa América Groep D № 1161 «onderlinge duels» 18:00 uur (UTC−7) |          |       |            | SoFi Stadium, Inglewood Toeschouwers: 67.158 Scheidsrechter: César Arturo Ramos (MEX) |

|                                                                          |                   |       |                                                                              |                                                                                   |
| 28 juni Copa América Groep D № 1162 «onderlinge duels» 18:00 uur (UTC−7) | Paraguay          | 1 – 4 | Brazilië                                                                     | Allegiant Stadium, Paradise Toeschouwers: 46.939 Scheidsrechter: Piero Maza (CHI) |
| 28 juni Copa América Groep D № 1162 «onderlinge duels» 18:00 uur (UTC−7) | Omar Alderete 48' |       | 35' Vinícius Júnior 43' Sávio 45+5' Vinícius Júnior 65' (pen.) Lucas Paquetá | Allegiant Stadium, Paradise Toeschouwers: 46.939 Scheidsrechter: Piero Maza (CHI) |

|                                                                         |              |       |                    |                                                                                         |
| 2 juli Copa América Groep D № 1163 «onderlinge duels» 18:00 uur (UTC−7) | Brazilië     | 1 – 1 | Colombia           | Levi's Stadium, Santa Clara Toeschouwers: 70.971 Scheidsrechter: Jesús Valenzuela (VEN) |
| 2 juli Copa América Groep D № 1163 «onderlinge duels» 18:00 uur (UTC−7) | Raphinha 12' |       | 45+2' Daniel Muñoz | Levi's Stadium, Santa Clara Toeschouwers: 70.971 Scheidsrechter: Jesús Valenzuela (VEN) |

|                                                                             |                                                                                             |              |                                                              |                                                                                      |
| 6 juli Copa América Kwartfinale № 1164 «onderlinge duels» 18:00 uur (UTC−7) | Uruguay                                                                                     | 0 – 0 (n.v.) | Brazilië                                                     | Allegiant Stadium, Paradise Toeschouwers: 55.770 Scheidsrechter: Darío Herrera (ARG) |
| 6 juli Copa América Kwartfinale № 1164 «onderlinge duels» 18:00 uur (UTC−7) |                                                                                             |              |                                                              | Allegiant Stadium, Paradise Toeschouwers: 55.770 Scheidsrechter: Darío Herrera (ARG) |
| 6 juli Copa América Kwartfinale № 1164 «onderlinge duels» 18:00 uur (UTC−7) | Strafschoppen                                                                               |              |                                                              | Allegiant Stadium, Paradise Toeschouwers: 55.770 Scheidsrechter: Darío Herrera (ARG) |
| 6 juli Copa América Kwartfinale № 1164 «onderlinge duels» 18:00 uur (UTC−7) | Federico Valverde Rodrigo Bentancur Giorgian De Arrascaeta José María Giménez Manuel Ugarte | 4 – 2        | Éder Militão Andreas Pereira Douglas Luiz Gabriel Martinelli | Allegiant Stadium, Paradise Toeschouwers: 55.770 Scheidsrechter: Darío Herrera (ARG) |

|  |  |  |  |  |  |  |  |  |

|                                                                              |             |       |         |                                                                                          |
| 6 september WK 2026 kwalificatie № 1165 «onderlinge duels» 22:00 uur (UTC−3) | Brazilië    | 1 – 0 | Ecuador | Estádio Couto Pereira, Curitiba Toeschouwers: 36.914 Scheidsrechter: Facundo Tello (ARG) |
| 6 september WK 2026 kwalificatie № 1165 «onderlinge duels» 22:00 uur (UTC−3) | Rodrygo 30' |       |         | Estádio Couto Pereira, Curitiba Toeschouwers: 36.914 Scheidsrechter: Facundo Tello (ARG) |

|                                                                               |                 |       |          |                                                                                                  |
| 10 september WK 2026 kwalificatie № 1166 «onderlinge duels» 20:30 uur (UTC−4) | Paraguay        | 1 – 0 | Brazilië | Estadio Defensores del Chaco, Asuncion Toeschouwers: 31.962 Scheidsrechter: Andrés Matonte (URU) |
| 10 september WK 2026 kwalificatie № 1166 «onderlinge duels» 20:30 uur (UTC−4) | Diego Gómez 20' |       |          | Estadio Defensores del Chaco, Asuncion Toeschouwers: 31.962 Scheidsrechter: Andrés Matonte (URU) |

|                                                                             |                   |       |                                    | |
| 10 oktober WK 2026 kwalificatie № 1167 «onderlinge duels» 21:00 uur (UTC−3) | Chili             | 1 – 2 | Brazilië                           | Estadio Nacional Julio Martínez Prádanos, Santiago Toeschouwers: 43.059 Scheidsrechter: Darío Herrera (ARG) |
| 10 oktober WK 2026 kwalificatie № 1167 «onderlinge duels» 21:00 uur (UTC−3) | Eduardo Vargas 2' |       | 45+1' Igor Jesus 89' Luiz Henrique | Estadio Nacional Julio Martínez Prádanos, Santiago Toeschouwers: 43.059 Scheidsrechter: Darío Herrera (ARG) |

|                                                                             |                                                                               |       |      | |
| 15 oktober WK 2026 kwalificatie № 1168 «onderlinge duels» 21:45 uur (UTC−3) | Brazilië                                                                      | 4 – 0 | Peru | Estádio Nacional Mané Garrincha, Brasilia Toeschouwers: 60.139 Scheidsrechter: Esteban Ostojich (URU) |
| 15 oktober WK 2026 kwalificatie № 1168 «onderlinge duels» 21:45 uur (UTC−3) | Raphinha 38' (pen.) Raphinha 54' (pen.) Andreas Pereira 71' Luiz Henrique 74' |       |      | Estádio Nacional Mané Garrincha, Brasilia Toeschouwers: 60.139 Scheidsrechter: Esteban Ostojich (URU) |

|                                                                              |                     |       |              |                                                                                     |
| 14 november WK 2026 kwalificatie № 1169 «onderlinge duels» 17:00 uur (UTC−4) | Venezuela           | 1 – 1 | Brazilië     | Estadio Monumental, Maturín Toeschouwers: 40.223 Scheidsrechter: Andrés Rojas (COL) |
| 14 november WK 2026 kwalificatie № 1169 «onderlinge duels» 17:00 uur (UTC−4) | Telasco Segovia 46' |       | 43' Raphinha | Estadio Monumental, Maturín Toeschouwers: 40.223 Scheidsrechter: Andrés Rojas (COL) |

|                                                                              |            |       |                       |                                                                                  |
| 19 november WK 2026 kwalificatie № 1170 «onderlinge duels» 21:45 uur (UTC−3) | Brazilië   | 1 – 1 | Uruguay               | Arena Fonte Nova, Salvador Toeschouwers: 41.511 Scheidsrechter: Piero Maza (CHI) |
| 19 november WK 2026 kwalificatie № 1170 «onderlinge duels» 21:45 uur (UTC−3) | Gerson 62' |       | 55' Federico Valverde | Arena Fonte Nova, Salvador Toeschouwers: 41.511 Scheidsrechter: Piero Maza (CHI) |

### 2025
|                                                                           |                                          |       |               | |
| 20 maart WK 2026 kwalificatie № 1171 «onderlinge duels» 21:45 uur (UTC−3) | Brazilië                                 | 2 – 1 | Colombia      | Estádio Nacional Mané Garrincha, Brasilia Toeschouwers: 70.027 Scheidsrechter: Alexis Herrera (VEN) |
| 20 maart WK 2026 kwalificatie № 1171 «onderlinge duels» 21:45 uur (UTC−3) | Raphinha 6' (pen.) Vinícius Júnior 90+9' |       | 41' Luis Díaz | Estádio Nacional Mané Garrincha, Brasilia Toeschouwers: 70.027 Scheidsrechter: Alexis Herrera (VEN) |

|                                                                           |                                                                                   |       |                   |                                                                                     |
| 25 maart WK 2026 kwalificatie № 1172 «onderlinge duels» 21:00 uur (UTC−3) | Argentinië                                                                        | 4 – 1 | Brazilië          | El Monumental, Buenos Aires Toeschouwers: 85.015 Scheidsrechter: Andrés Rojas (COL) |
| 25 maart WK 2026 kwalificatie № 1172 «onderlinge duels» 21:00 uur (UTC−3) | Julián Álvarez 4' Enzo Fernández 12' Alexis Mac Allister 37' Giuliano Simeone 71' |       | 26' Matheus Cunha | El Monumental, Buenos Aires Toeschouwers: 85.015 Scheidsrechter: Andrés Rojas (COL) |

|                                                            |         |   |          |                               |
| juni WK 2026 kwalificatie № 1173 «onderlinge duels» n.n.b. | Ecuador | – | Brazilië | n.n.b. Scheidsrechter: n.n.b. |
| juni WK 2026 kwalificatie № 1173 «onderlinge duels» n.n.b. |         |   |          | n.n.b. Scheidsrechter: n.n.b. |

|                                                            |          |   |          |                               |
| juni WK 2026 kwalificatie № 1174 «onderlinge duels» n.n.b. | Brazilië | – | Paraguay | n.n.b. Scheidsrechter: n.n.b. |
| juni WK 2026 kwalificatie № 1174 «onderlinge duels» n.n.b. |          |   |          | n.n.b. Scheidsrechter: n.n.b. |

|                                                                 |          |   |       |                               |
| september WK 2026 kwalificatie № 1175 «onderlinge duels» n.n.b. | Brazilië | – | Chili | n.n.b. Scheidsrechter: n.n.b. |
| september WK 2026 kwalificatie № 1175 «onderlinge duels» n.n.b. |          |   |       | n.n.b. Scheidsrechter: n.n.b. |

|                                                                 |         |   |          |                               |
| september WK 2026 kwalificatie № 1176 «onderlinge duels» n.n.b. | Bolivia | – | Brazilië | n.n.b. Scheidsrechter: n.n.b. |
| september WK 2026 kwalificatie № 1176 «onderlinge duels» n.n.b. |         |   |          | n.n.b. Scheidsrechter: n.n.b. |

A-internationals · Selecties · CBF · Braziliaans vrouwenelftal · Olympisch elftal · Bondscoaches
1910 – 1919 · 
1920 – 1929 · 
1930 – 1939 · 
1940 – 1949 · 
1950 – 1959 · 
1960 – 1969 · 
1970 – 1979 · 
1980 – 1989 · 
1990 – 1999 · 
2000 – 2009 · 
2010 – 2019 · 
2020 – 2029
WK 1930 · 
WK 1934 · 
WK 1938 · 
WK 1950 · 
WK 1954 · 
WK 1958 · 
WK 1962 · 
WK 1966 · 
WK 1970 · 
WK 1974 · 
WK 1978 · 
WK 1982 · 
WK 1986 · 
WK 1990 · 
WK 1994 · 
WK 1998 · 
WK 2002 · 
WK 2006 · 
WK 2010 · 
WK 2014 · 
WK 2018 · 
WK 2022
OS 1952 · 
OS 1960 · 
OS 1964 · 
OS 1968 · 
OS 1972 · 
OS 1976 · 
OS 1984 · 
OS 1988 · 
OS 1996 · 
OS 2000 · 
OS 2008 · 
OS 2012 · 
OS 2016 · 
OS 2020
1914 · 
1915 · 
1916 · 
1917 · 
1918 · 
1919 · 
1920 · 
1921 · 
1922 · 
1923 · 
1924 · 
1925 · 
1926 · 
1927 · 
1928 · 
1929 · 
1930 · 
1931 · 
1932 · 
1933 · 
1934 · 
1935 · 
1936 · 
1937 · 
1938 · 
1939 · 
1940 · 
1941 · 
1942 · 
1943 · 
1944 · 
1945 · 
1946 · 
1947 · 
1948 · 
1949 · 
1950 · 
1951 · 
1952 · 
1953 · 
1954 · 
1955 · 
1956 · 
1957 · 
1958 · 
1959 · 
1960 · 
1961 · 
1962 · 
1963 · 
1964 · 
1965 · 
1966 · 
1967 · 
1968 · 
1969 · 
1970 · 
1971 · 
1972 · 
1973 · 
1974 · 
1975 · 
1976 · 
1977 · 
1978 · 
1979 · 
1980 · 
1981 · 
1982 · 
1983 · 
1984 · 
1985 · 
1986 · 
1987 · 
1988 · 
1989 · 
1990 · 
1991 · 
1992 · 
1993 · 
1994 · 
1995 · 
1996 · 
1997 · 
1998 · 
1999 · 
2000 · 
2001 · 
2002 · 
2003 · 
2004 · 
2005 · 
2006 · 
2007 · 
2008 · 
2009 · 
2010 · 
2011 · 
2012 · 
2013 · 
2014 · 
2015 · 
2016 · 
2017 · 
2018 ·
2019 ·
2020 ·
2021
Algerije ·
Andorra ·
Argentinië ·
Australië ·
België ·
Bolivia ·
Bosnië en Herzegovina ·
Bulgarije ·
Canada ·
Chili ·
China ·
Colombia ·
Congo-Kinshasa ·
Costa Rica ·
Denemarken ·
DDR ·
Duitsland ·
Ecuador ·
Egypte ·
El Salvador ·
Engeland ·
Estland ·
Finland ·
Frankrijk ·
Gabon ·
Ghana ·
Griekenland ·
Guatemala ·
Guinee ·
Haïti ·
Honduras ·
Hongarije ·
Hongkong ·
Ierland ·
IJsland ·
Irak ·
Iran ·
Israël ·
Italië ·
Ivoorkust ·
Jamaica ·
Japan ·
Joegoslavië ·
Kameroen ·
Kroatië ·
Letland ·
Litouwen ·
Luxemburg ·
Maleisië ·
Marokko ·
Mexico ·
Nederland ·
Nieuw-Zeeland ·
Nigeria ·
Noord-Ierland ·
Noord-Korea ·
Noorwegen ·
Oekraïne ·
Oman ·
Oostenrijk ·
Panama ·
Paraguay ·
Peru ·
Polen ·
Portugal ·
Qatar .
Roemenië ·
Rusland ·
Saoedi-Arabië ·
Senegal ·
Servië ·
Schotland ·
Slowakije ·
Sovjet-Unie ·
Spanje ·
Tanzania ·
Thailand ·
Tsjechië ·
Tsjecho-Slowakije ·
Tunesië ·
Turkije ·
Uruguay ·
Venezuela ·
Verenigde Arabische Emiraten ·
Verenigde Staten ·
Wales ·
Zambia ·
Zimbabwe ·
Zuid-Afrika ·
Zuid-Korea ·
Zweden ·
Zwitserland
Argentinië (1982) ·
Argentinië (2005) ·
Australië (1997) ·
Australië (2006) ·
België (2018) ·
Chili (2014) ·
China (2002) ·
Colombia (2014) ·
Costa Rica (2018) ·
Duitsland (2002) ·
Duitsland (2014) ·
Frankrijk (1998) ·
Frankrijk (2006) ·
Ghana (2006) ·
Hongarije (1954) ·
Italië (1970) ·
Italië (1982) ·
Italië (1994) ·
Japan (2006) ·
Kameroen (2014) ·
Kameroen (2022) ·
Kroatië (2006) ·
Kroatië (2014) ·
Kroatië (2022) ·
Mexico (1999) ·
Mexico (2014) ·
Mexico (2018) ·
Nederland (2014) ·
Portugal (2010) ·
Servië (2018) ·
Spanje (2013) ·
Tsjecho-Slowakije (1962, 2) ·
Turkije (2002, 1) ·
Uruguay (1950) ·
Verenigde Staten (2009, 2) ·
Zweden (1958) ·
Zwitserland (2018)
CONMEBOL: Argentinië · Bolivia · Brazilië · Chili · Colombia · Ecuador · Paraguay · Peru · Uruguay · Venezuela

UEFA: Albanië · Andorra · Armenië · Azerbeidzjan · België · Bosnië en Herzegovina · Bulgarije · Cyprus · Denemarken · Duitsland · Engeland · Estland · Faeröer · Finland · Frankrijk · Georgië · Gibraltar · Griekenland · Hongarije · IJsland · Ierland · Israël · Italië · Kazachstan · Kosovo · Kroatië · Letland · Liechtenstein · Litouwen · Luxemburg · Malta · Moldavië · Montenegro · Nederland · Noord-Ierland · Noord-Macedonië · Noorwegen · Oekraïne · Oostenrijk · Polen · Portugal · Roemenië · Rusland · San Marino · Schotland · Servië · Slovenië · Slowakije · Spanje · Tsjechië · Turkije · Wales · Wit-Rusland · Zweden · Zwitserland

AFC: Australië · China · Irak · Iran · Japan · Libanon · Oezbekistan · Oman · Qatar · Saoedi-Arabië · Syrië · Verenigde Arabische Emiraten · Vietnam · Zuid-Korea

CAF: Algerije · Burkina Faso · Congo-Kinshasa · Egypte · Ghana · Ivoorkust · Kaapverdië · Kameroen · Mali · Marokko · Nigeria · Senegal · Tunesië · Zuid-Afrika

CONCACAF: Canada · Costa Rica · Curaçao · El Salvador · Honduras · Jamaica · Mexico · Panama · Suriname · Verenigde Staten

OFC: Nieuw-Zeeland